# Црква Светог Саве у Жичи
Црква Светог Саве у Жичи налази се у комплексу манастира Жича код Краљева. Подигнута је 1935. године по пројекту који је израдио архитекта Александар Дероко. Живопис је урађен две године касније, а његови аутори су барон Николај Мајендорф и Наум Андрић. Иконостас је израдио Иван Мељников.

## Историјат
Црква Светог Саве и Трпезарија која се на њу надовезује у комплексу манастира Жича подигнуте су 1935. године. Пројекат је израдио архитекта Александар Дероко. Део средстава, у износу од 100.000 динара, обезбедио је Свети архијерејски Синод СПЦ. Црква је подигнута југозападно од главне манастирске цркве, а изграђена је по узору на ранохришћанске цркве. Главни ктитор је била Марија Жутић. Подизање ове цркве је у великој мери заслуга владике Николаја Велимировића, који је био један од присталица и вођа богомољачког покрета. Његова намера је била да у Жичи подигне 12 олтара и звонару са 12 звона, које би биле симбол 12 апостола. На овај начин би се у Жичи стално служила литургија, што је одговарало учењу по ком се на небесима непрестано одвија анђеоска литургија. Црква Светог Саве и Трпезарија у њеном продужетку су биле подигнуте за чланове богомољачког покрета, који су редовно долазили у Жичу, а у овом манастиру су 1937. године одржали и свој сабор. Црква је била посвећена Светом Сави јер је он уживао велико поштовање у богомољачком покрету.

## Изглед

### Архитектура
Црква Светог Саве је једноставног, ненаметљивог изгледа. То је једнокуполно здање, са полукружном олтарском апсидом на истоку. Наос правоугаоне основе подељен је попречним трансептом који образује крст, као код грађевина Рашке школе. Западно, скромна припрата одвојена је од наоса зиданим ступцима и из ње се директно улази у Трпезарију. Објекат је фланкиран зиданим контрафорима зато што је постављен на самом ободу платоа манастирске порте, где терен пада ка Жичкој реци и делом је захватио насип. Главни улаз налази се на северном зиду и води у наос, док западни улаз са широким вратима, надовезује се на Трпезарију и њиховим отварањем добија се јединствен простор. Храм је правилним распоредом прозорских отвора добио одлично осветљење. На апсиди је окулус са уписаним крстом, који је равномерно осветљава, док је на травејима по једна бифора. Поткуполни простор одозго осветљавају четири монофоре, распоређене на ниском кубету. На бочним зидовима припрате су још по две монофоре.  Црква је зидана опеком, а фасадна платна су малтерисана равно и бело окречена. Изнад прозора налази се лучни украс од таласастих керамо-пластичних елемената, док је окулус оперважен насатично постављеном фасадном опеком. Првобитни кровни покривач била је ћерамида.

### Живопис
Црква је живописана 1937. године. Неопходни новац је донирала Марија Жутић у спомен свог сина Петра, који је преминуо 1929. године. Марија Жутић се касније замонашила и у Жичи је остала до избијања Другог светског рата. Иконостас је био дар председника Владе Милана Стојадиновића, дарован 1936. године. Аутор иконостаса је руски емигрант Иван Јустин Мељников, а аутори фресака су сликари барон Николај Мајендорф, такође емигрант из Русије, и његов помоћник Наум Андрић. Барон Николај Мајендорф радио је на изради копија српских средњовековних фресака, које су послужиле као предлошци за израду мозаика у маузолеју Карађорђевића у Опленцу, а заједно са Наумом Андрићем је осликао Цркву Преображења у селу Банчини, за коју је израдио и иконостас. Мајендорфов најпознатији рад је осликавање већег дела Дворске капеле Светог Андреја Првозваног на Дедињу.
Посебне одлике фресака у овој цркви су резултат жеља владике Николаја, као и самог сликара. У западном травеју представљена је руска царска тематика. Од руских владара одабрани су цар Николаја II Романов (који у време настанка фреске још увек није био канонизован) и утемељивач руског хришћанства Свети кнез Владимир. Портрет цара Николаја је био урађен на основну његових постојећих портрета, а ова фреска је израђена попут акварела, готово прозрачно, танким наносом боје. Поред фреске цара Николаја налази се фреска кнеза Владимира. Осим њих представљени су и синови кнеза Владимира, принчеви Борис и Глеб. Њих је погубио њихов полубрат Свајтополк, али су они касније били канонизовани. Како би фреска цара Николаја била сачувана у време социјалистичке Југославије, монахиње манастира су је прекриле. Међу осталим фрескама треба поменути и фреску Светог Серафима Саровског, ког је нарочито поштовао цар Николај, као и фреску Петра Жутића, за чији спас душе је његова мајка платила осликавање ове цркве. На фрескама је представљена и поворка Немањића, коју чине четири члана ове династије: Стефан Немања, Свети Сава, Стефан Првовенчани и Стефан Дечански. Иконографски изузетак представља и представа Христа у ниши централне апсиде, где је Он представљен не као Христ Емануило или Мртви Христ на Часној трпези, већ као Цар Славе. У тамбуру је представљена Небеска литургија, што је прво сликање овог мотива још од времена краља Милутина и осликавања Цркве Светих Јоакима и Ане у Студеници. Живопис је знатно оштећен због дотрајалог кровног покривача (замењен 2006. године), и земљотреса који је погодио Краљево 2010. године. Међутим, главни узрок лошег стања у ком се живопис налази је влага.

## Галерија
- Црква Светог Саве у оквиру комплекса манастира Жича
- Црква Светог Саве
- Црква Светог Саве зими
- Црква Светог Саве 2019. године
- Бифора